# Neoperla ramosa
Neoperla ramosa är en bäcksländeart som först beskrevs av Luisa Eugenia Navas 1919.  Neoperla ramosa ingår i släktet Neoperla och familjen jättebäcksländor. Inga underarter finns listade i Catalogue of Life.